# FA Women's Premier League Cup
La FA Women's Premier League Cup est une compétition placée sous l'égide de la Fédération d'Angleterre de football. Elle voit s'affronter les clubs évoluant en Women's Premier League (qui est la première division jusqu'en 2011 et l'apparition de la Women's Super League).

## Palmarès
| Année | Vainqueur          | Finaliste               | Score                | Stade                 |
| ----- | ------------------ | ----------------------- | -------------------- | --------------------- |
| 1992  | Arsenal            | Millwall Lionesses      | 1-0                  | Alt Park              |
| 1993  | Arsenal            | Knowsley                | 3-0                  | Wembley               |
| 1994  | Arsenal            | Doncaster Rovers Belles | 4-0                  | Abbey Stadium         |
| 1995  | Wimbledon          | Villa Aztecs            | 2-0                  | Butlin Road           |
| 1996  | Wembley            | Doncaster Rovers Belles | 2-2 a.p., 5-3 t.a.b. | Underhill Stadium     |
| 1997  | Millwall Lionesses | Everton                 | 2-1                  | Underhill Stadium     |
| 1998  | Arsenal            | Croydon Athletic        | 0-0 a.p., 4-2 t.a.b. | Underhill Stadium     |
| 1999  | Arsenal            | Everton                 | 3-1                  | Prenton Park          |
| 2000  | Arsenal            | Croydon Athletic        | 4-1                  | Underhill Stadium     |
| 2001  | Arsenal            | Tranmere Rovers         | 3-0                  | Deva Stadium          |
| 2002  | Fulham             | Birmingham City         | 7-1                  | Adams Park            |
| 2003  | Fulham             | Arsenal                 | 1-1 a.p., 3-2 t.a.b. | County Ground         |
| 2004  | Charlton Athletic  | Fulham                  | 1-0                  | Underhill Stadium     |
| 2005  | Arsenal            | Charlton Athletic       | 3-0                  | Griffin Park          |
| 2006  | Charlton Athletic  | Arsenal                 | 2-1                  | Adams Park            |
| 2007  | Arsenal            | Leeds United            | 1-0                  | Glanford Park         |
| 2008  | Everton            | Arsenal                 | 1-0                  | Brisbane Road         |
| 2009  | Arsenal            | Doncaster Rovers Belles | 5-0                  | Glanford Park         |
| 2010  | Leeds Carnegie     | Everton                 | 3-1                  | Spotland Stadium      |
| 2011  | Barnet             | Nottingham Forest       | 0-0 a.p., 4-3 t.a.b. | Adams Park            |
| 2012  | Sunderland WFC     | Leeds United            | 2-1                  | Sixfields Stadium     |
| 2013  | Aston Villa        | Leeds United            | 0-0 a.p., 5-4 t.a.b. | Bootham Crescent      |
| 2014  | Sheffield          | Cardiff City            | 6-2                  | Pirelli Stadium       |
| 2015  | Charlton Athletic  | Sheffield               | 0-0 a.p., 4-2 t.a.b. | James Parnell Stadium |
| 2016  | Tottenham Hotspur  | Cardiff City            | 2-1                  | Aggborough            |
| 2017  | Tottenham Hotspur  | Charlton Athletic       | 0-0 a.p., 4-3 t.a.b. | Broadhall Way         |
| 2018  | Blackburn Rovers   | Leicester City          | 3-1                  | Proact Stadium        |
| 2019  | Blackburn Rovers   | Crawley Wasps           | 3-0                  | Pirelli Stadium       |

## Bilan par club
| Club                    | Vainqueur | Finaliste | Titres                                                     |
| ----------------------- | --------- | --------- | ---------------------------------------------------------- |
| Arsenal                 | 10        | 3         | 1992, 1993, 1994, 1998, 1999, 2000, 2001, 2005, 2007, 2009 |
| Charlton Athletic       | 3         | 4         | 2004, 2006, 2015                                           |
| Fulham                  | 2         | 1         | 2002, 2003                                                 |
| Barnet                  | 2         | -         | 1996, 2011                                                 |
| Tottenham Hotspur       | 2         | -         | 2016, 2017                                                 |
| Blackburn Rovers        | 2         | -         | 2018, 2019                                                 |
| Leeds United            | 1         | 3         | 2010                                                       |
| Everton                 | 1         | 2         | 2008                                                       |
| Aston Villa             | 1         | 1         | 2013                                                       |
| Millwall Lionesses      | 1         | 1         | 1997                                                       |
| Sheffield               | 1         | 1         | 2014                                                       |
| AFC Wimbledon           | 1         | -         | 1995                                                       |
| Sunderland WFC          | 1         | -         | 2012                                                       |
| Doncaster Rovers Belles | -         | 3         |                                                            |
| Cardiff City            | -         | 2         |                                                            |
| Birmingham City         | -         | 1         |                                                            |
| Liverpool               | -         | 1         |                                                            |
| Tranmere Rovers         | -         | 1         |                                                            |
| Leicester City          | -         | 1         |                                                            |
| Crawley Wasps           | -         | 1         |                                                            |